# Engracia Hidalgo
Engracia Hidalgo Tena (Mérida, 9 de julio de 1957) es una política española perteneciente al Partido Popular.

## Biografía
Después de licenciarse en Ciencias Económicas y Empresariales por la Universidad Complutense de Madrid, áccedió en 1986, tras las oportunas oposiciones, a la condición de funcionaria del Cuerpo Técnico de la Administración General del Ayuntamiento de Madrid. Hasta 1996 desempeña diferentes puestos siempre en el área económica de dicha entidad local.

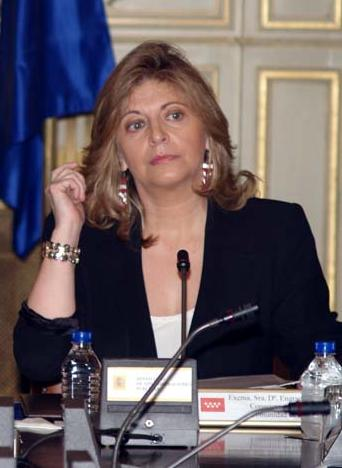
Fotografiada en 2006

Tras la victoria del Partido Popular en las elecciones generales de 1996, la entonces Ministra de Educación y Cultura, Esperanza Aguirre, la nombra directora general de Programación Económica y Control Presupuestario de dicho departamento. Desde 2000, el cargo pasa a denominarse Dirección General de Programación Económica, Personal y Servicios y Engracia Hidalgo continúa siendo su titular hasta que el 21 de noviembre de 2003 es nombrada consejera de Hacienda de la Comunidad de Madrid.
En junio de 2008, tras la remodelación del Gobierno de la Comunidad de Madrid pasó a ocupar la cartera de Familia y Asuntos Sociales que mantuvo hasta 2011.
El 30 de diciembre de 2011 fue nombrada secretaria de Estado de Empleo en el Ministerio de Empleo y Seguridad Social. Se mantuvo en el cargo hasta 2015, produciéndose entonces su nombramiento como consejera de Economía, Empleo y Hacienda de la Comunidad de Madrid, y fue sucedida por Juan Pablo Riesgo hasta ese momento, director del Gabinete de la ministra de Empleo y Seguridad Social.
El 26 de junio de 2015 es nombrada consejera de Economía, Empleo y Hacienda de la Comunidad de Madrid por la presidenta regional Cristina Cifuentes, cargo que ejerció durante 4 años.
Tras el Congreso regional del Partido Popular de Madrid, en el que resultó elegida nueva presidenta del PP madrileño Cristina Cifuentes, fue nombrada en el Comité Ejecutivo Autonómico resultante como tesorera.
Desde el 16 de junio de 2019 es Concejala de Hacienda en el Ayuntamiento de Madrid, presidido por José Luis Martínez-Almeida.